# プリーズ (U2の曲)
「プリーズ」（Please)は、U2の1997年アルバム『Pop』に収録されている曲で、シングルカットされた。

## 概要
スタジオヴァージョンについてはエッジもその出来栄えに不満を述べていたが、ライブで大化けした曲。
歌詞からはそうと分からないが、北アイルランド紛争のことを歌っており、シングルのジャケットは左上から時計回りにジェリー・アダムス（シン・フェイン党党首）、デヴィッド・トリンブル（アルスター統一党党首）、イアン・ペイスリー（北アイルランド自治政府首相）、ジョン・ヒューム（社会民主労働党党首）といった北アイルランド政界の重要人物の写真が使われている。
「Please」「Last Night on Earth」「If God Will Send His Angels」はシングルカットされた際、再レコーディングされている。この曲のシングルヴァージョンでは、ストリングスが使用され、より雄大な曲になっている。レコーディングした場所はオランダのWisseloord Studios。「Stay (Faraway, So Close!)]と並んでボノお気入りの曲の一つ。

## 収録曲

### Version 1 CD（日本盤）
1. Please (Single Version)
2. Dirty Day (Junk Day)
3. Dirty Day (Biteer Kiss)
4. I'm not your Baby (Skysplitter Dub)

### Version 2 CD（USA盤）
1. Please (Single Version)
2. Please (Live from Rotterdam, 18 July 1997)
3. Where the Streets Have No Name(Live from Rotterdam, 18 July 1997)
4. With or Without You(Live from Edmonton, 14 June 1997)
5. Staring at the Sun" (Live from Rotterdam, 18 July 1997)

### Version 3 カセットテープ（UK盤）
1. Please (Single Version)
2. Dirty Day (Junk Day)

## 「 Please (Popheart Live EP)」
- 発売日：1997年9月8日
- レーベル：アイランド
- チャート：UK7位、カナダ4位

### 収録曲
1. Please (Live From Rotterdam)
2. Where The Streets Have No Name (Live From Rotterdam)
3. With Or Without You (Live From Edmonton)
4. Staring At The Sun (Live From Rotterdam)

ボノの声があまり出ていないが「Please」～「Where The Streets Have No Name」の流れは、U2のライブ史上屈指の名演の誉れが高い。あまり流通せず現在入手困難。 

## PV
- 監督：アントン・コービン
- プロデューサー：リチャード・ベル
- プロダクション：State Ltd.
- 編集：ニコラス・ワイマン・ハリス
- D.O.P.：ニコラス・ワイマン・ハリス
- 撮影日：1997年9月
- リリース日：1997年9月23日

Live Mural Cut
- 監督：モーリス・リネイン
- プロデューサー：ネッド・オハンロン
- 編集：ブライン・マッキー
- ロケ地：Olympic Stadium（ヘルシンキ）
- 撮影日：1997年8月9日
- リリース日：1997年9月21日

MTV Video Music Awardsでのパフォーマンスの映像も使われている。

## 評価

### イヤーオブ
- 1997年ホットプレス年間ベストアイリッシュシングル第7位

### オールタイム
- 2001年U2.comファン投票・Pop収録曲第1位